# De Krijtberg
De Krijtberg of Sint-Franciscus Xaveriuskerk is een rooms-katholieke rectoraatskerk in het centrum van Amsterdam, gewijd aan de heilige Franciscus Xaverius. Zij wordt bediend door priesters van de Sociëteit van Jezus, beter bekend als de jezuïeten. De kerk staat aan het Singel en maakt deel uit van binnenstadsparochie van de Heilige Nicolaas. Ze staat in de volksmond ook wel bekend als De Rijtjeskerk.

## Geschiedenis
De Krijtberg is de opvolger van een schuilkerk die sinds 1654 was gevestigd in een huis met de naam Crijtberg en werd bediend door jezuïeten. Met de bouw van de huidige kerk werd in 1881 begonnen. De neogotische kerk werd ontworpen door architect Alfred Tepe. Net als eerder bij de Sint-Willibrorduskerk in Utrecht moest Tepe een grote kerk bouwen op een relatief klein oppervlak, dit keer tussen de bestaande grachtenpanden in. Omdat de beschikbare grond alleen aan de oostkant aan een straat grensde werd de kerk niet georiënteerd. Om de ruimte optimaal te benutten werd de breedte van de zijbeuken beperkt en werd de kerk voorzien van galerijen. In plaats van een transept kreeg de kerk een pseudotransept ter breedte van de zijbeuken. Voor een optimale lichtinval kwamen de meeste ramen zo hoog mogelijk. De inwendige hoogte van het gewelf bedraagt 31 meter. Omdat de kerk verder aan alle kanten was ingebouwd gaf Tepe de kerk een monumentale voorgevel met twee traptorens. In 1883 werd de kerk gewijd. De inrichting werd verzorgd door kunstenaars van het St. Bernulphusgilde onder wie Friedrich Wilhelm Mengelberg.

## Jezuïeten
Vanaf de oprichting in 1654 tot op heden wordt de Krijtberg bediend door de paters en broeders van de Sociëteit van Jezus. In de pastorie van de kerk was ooit het Roothaan-museum gevestigd rond de 19e-eeuwse generaal-overste van de jezuïeten, Jan Philip Roothaan. Thans bevindt zich in de Krijtberg een buste waarin het hart van pater Roothaan bewaard wordt. De Krijtberg werkt ook samen met het om de hoek gelegen Ignatiushuis dat eveneens door de jezuïeten gedragen wordt. Rector van de kerk is pater Jan Stuyt S.J.. Hij was dat eerder van 1996 tot 2003.

## Trivia
- Godfried Bomans was in zijn studententijd (1933-1939) vriend aan huis bij de Krijtberg. Hij sprak er vaak met studentenmoderator pater Jan van Heugten S.J.[1]
- Op 20 juni 2008 werd de literatuurcriticus Kees Fens (1929-2008) vanuit de Krijtberg begraven.[2]
- Sefa speelt geregeld na sluitingstijd op het orgel van de kerk.[3]

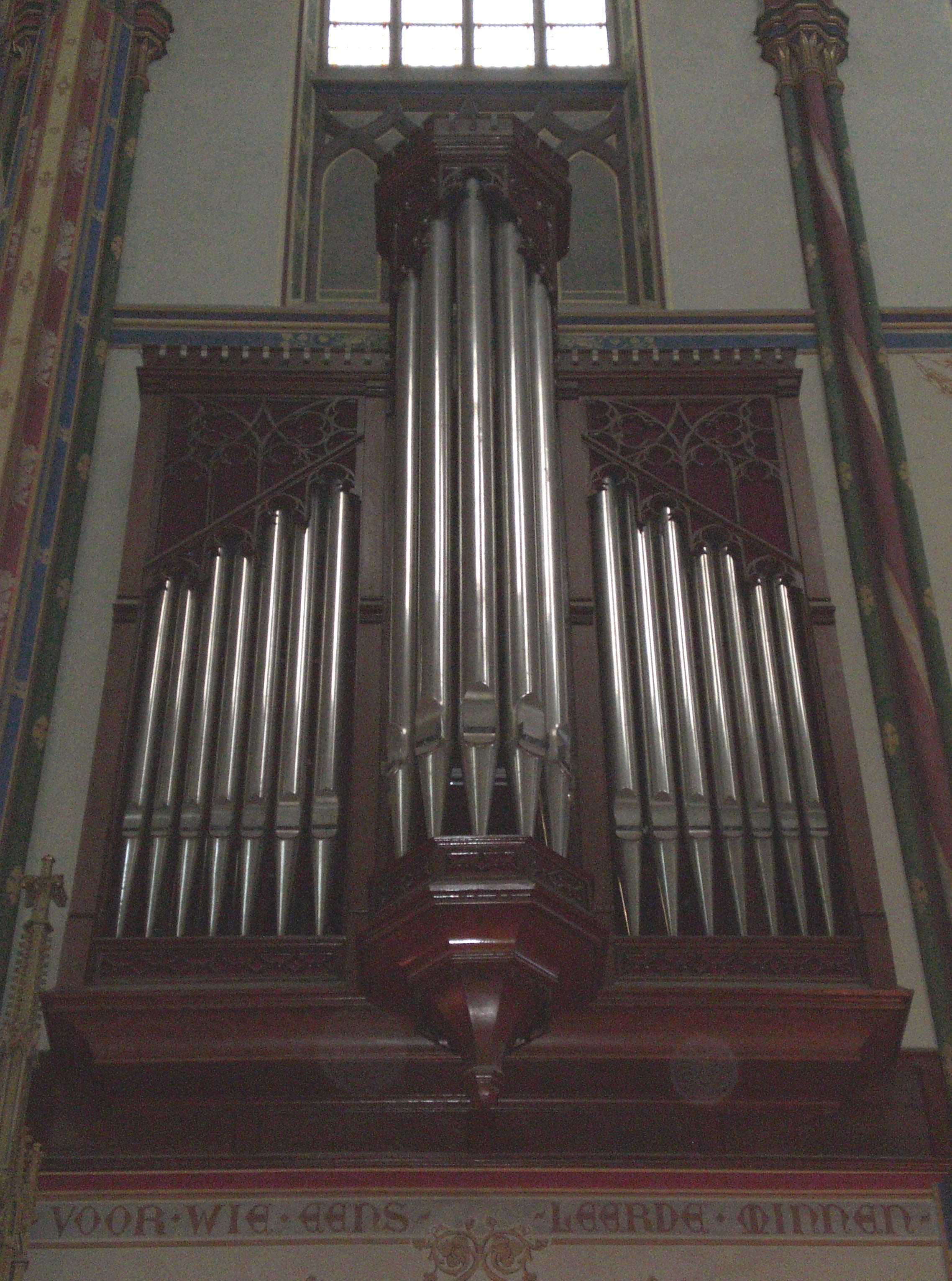
interieur: orgel